# جنرال الکتریک سی‌جی۸۰۵
جنرال الکتریک سی‌جی۸۰۵ (به انگلیسی: General Electric CJ805) یک موتور هواگرد توربوفن ساختِ کارخانهٔ جی‌ئی اوییشن در کشور ایالات متحده آمریکا است این موتور نمونه تجاری و باز طراحی شده از موتور توربوجت J79 است.
موتور جی 79 در صنعت هوانوردی نظامی در جنگنده هایی مانند اف 4 فانتوم به کار رفته است.